# Opération Lentus

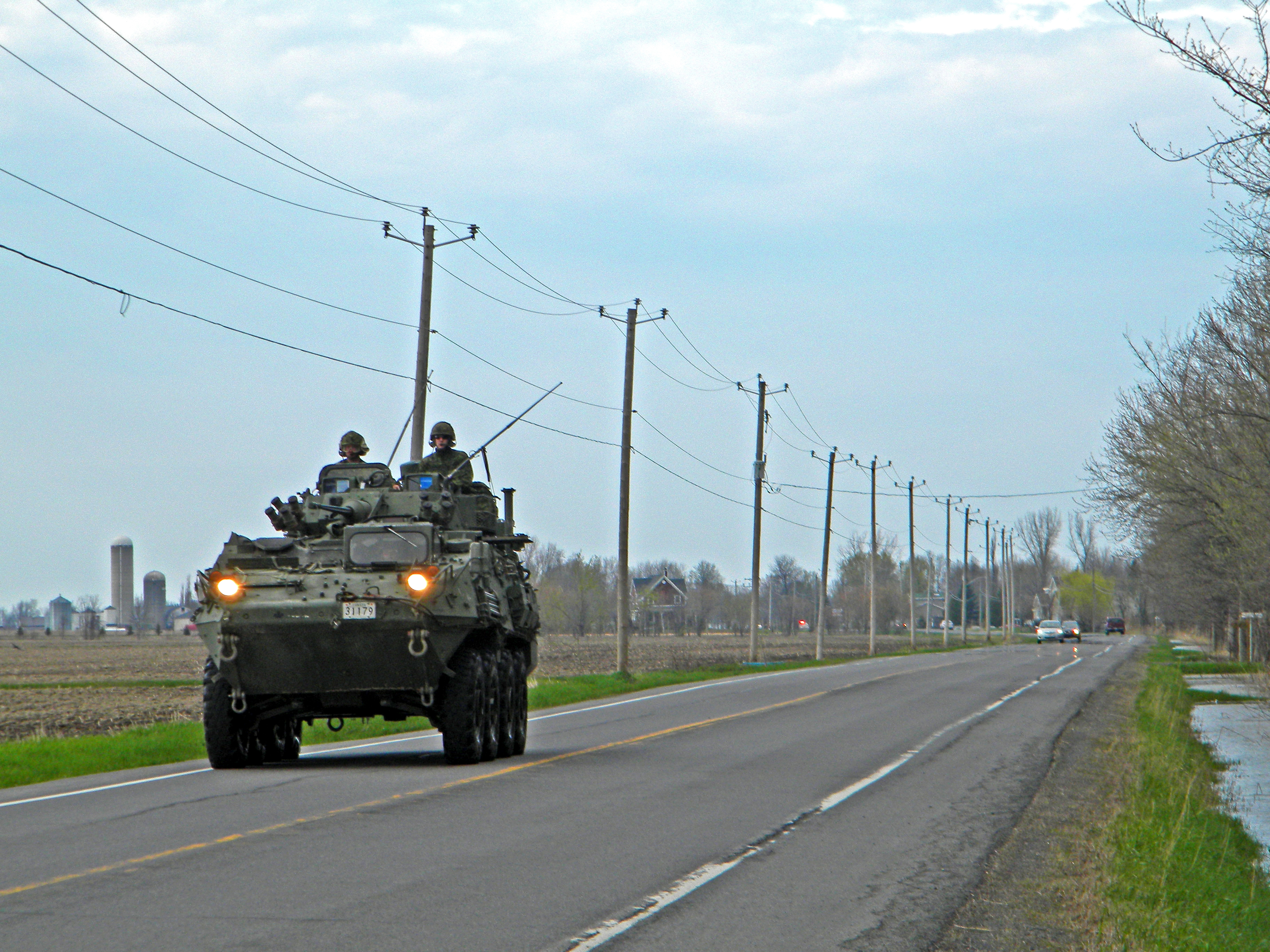
Un véhicule blindé léger de l'Armée canadienne patrouillant durant l'opération Lotus en 2011

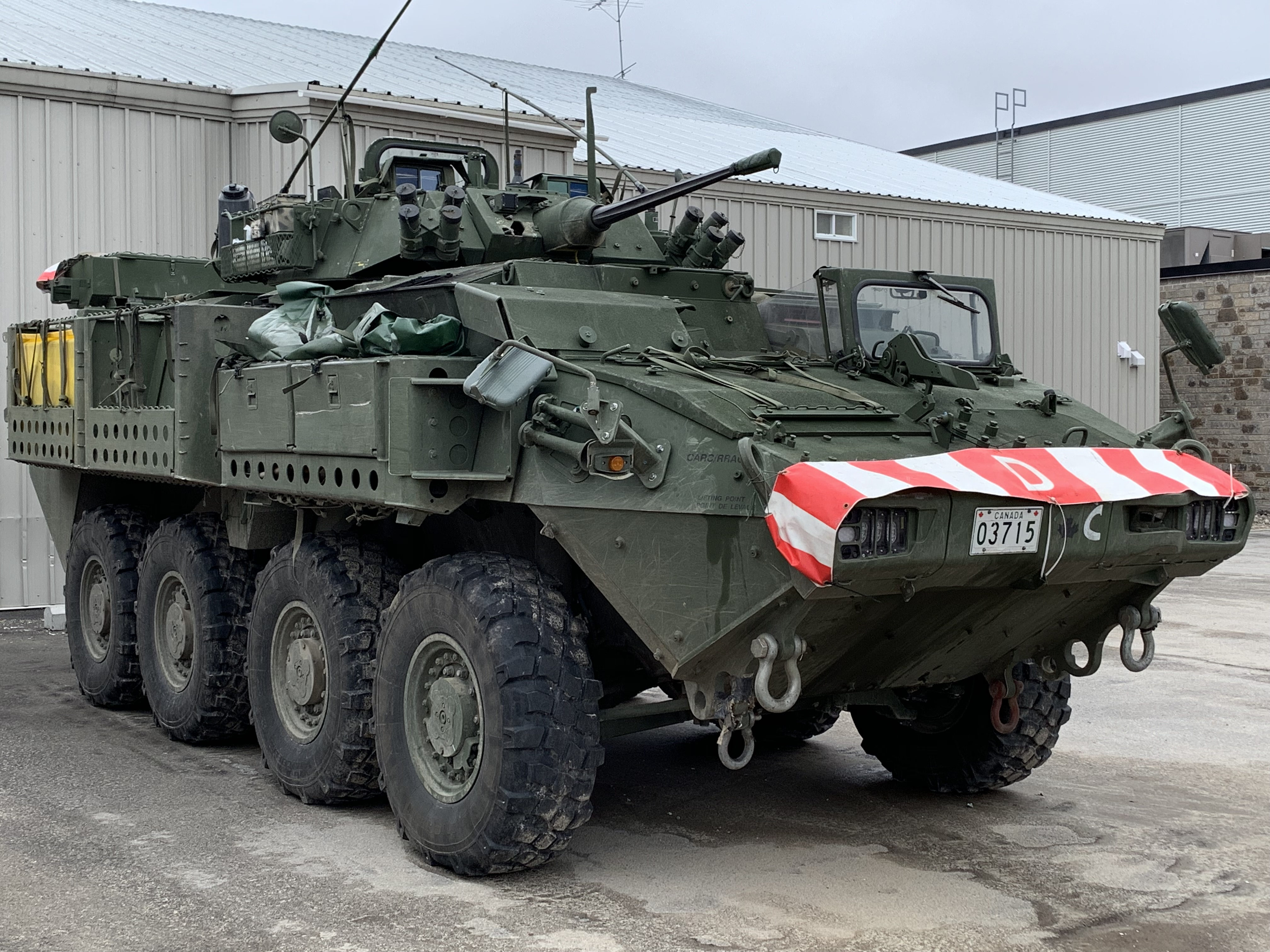
VBL à Saint-André-Avellin lors des inondations de 2019

Les opérations Lentus sont les opérations des Forces armées canadiennes (FAC) effectuées sous le plan d'urgence Lentus. Il s'agit d'un plan d'opération des FAC afin d'apporter de l'assistance aux autorités civiles provinciale, territoriales et locales du Canada. L'assistance dans le cadre de ce plan inclut l'aide humanitaire et le soutien aux sinistrés.

## Opérations passées
- Opération Lentus 19 : assistance aux autorités locales à la suite des inondations dans le sud de l'Ontario, le Québec et le Nouveau-Brunswick. Avec plus 2 200 soldats déployés, l'effectif mobilisé pour cette opération est plus grand que les effectifs de toutes les autres opérations des Forces armées canadiennes combinés au même moment[2].
- Opération Lentus 17-03 : assistance aux autorités locales à la suite des inondations dans les régions de la Montérégie, de l'Outaouais, de la Mauricie et de Montréal au Québec. Avec 2 600 soldats mobilisés, l'effectif mobilisé pour cette opération est plus grand que les effectifs de toutes les autres opérations des Forces armées canadiennes combinés au même moment[3]. L'opération est appuyée par le NCSM Montréal[4].
- Opération Lentus 17-02 : assistance au gouvernement provincial de l'Ontario pour l'évacuation des habitants de Kashechewan en avril 2017
- Opération Lentus 17-01 : assistance au gouvernement provincial du Nouveau-Brunswick à la suite d'une tempête de verglas dans le Nord-Ouest de la province en janvier 2017
- Opération Lentus 16-01 : assistance au gouvernement provincial de l'Alberta à la suite des feux de forêts à Fort McMurray en mai 2016
- Opération Lentus 15-02 : assistance au gouvernement provincial de la Saskatchewan à la suite de feux de forêts dans le Nord de la province en juillet 2015
- Opération Lentus 15-01 : assistance au gouvernement provincial de l'Ontario pour l'évacuation des résidents de Kashechewan en avril 2015
- Opération Lentus 14-05 : assistance au gouvernement provincial du Manitoba à la suite d'inondations en juillet 2014
- Opération Lentus 14-03 : assistance au gouvernement provincial de l'Ontario pour l'évacuation des résidents d'Attawapiskat en mai 2014
- Opération Lentus 14-02 : assistance au gouvernement provincial de l'Ontario pour l'évacuation volontaire des membres des Premières nations de la région de Kashechewan en mai 2014
- Opération Lentus 14-01 : assistance au gouvernement provincial de l'Ontario pour l'évacuation des habitants de Kashechewan et de Fort Albany à la suite d'importantes inondations en 2014
- Opération Lentus 13-01 : assistance au gouvernement provincial de l'Alberta à la suite d'importantes inondations en juin 2013
- Opération Forge : assistance aux autorités locales pour l'évacuation de résidents à la suite d'importants feux de forêts dans le Nord-Ouest de l'Ontario en juillet 2011
- Opération Lustre : assistance aux autorités locales à la suite des inondations de la rivière Assiniboine dans le Sud du Manitoba en mai 2011
- Opération Lotus : assistance au gouvernement provincial du Québec à la suite d'importantes inondations dans la région de la Montérégie en mai et juin 2011
- Opération Lama : assistance au gouvernement provincial de Terre-Neuve-et-Labrador à la suite du passage de l'ouragan Igor dans le Sud et l'Est de Terre-Neuve en septembre 2010